# Rafanea
Rafanea fou una ciutat de la província romana de Síria Secunda. En l'època de les croades hi hagué el castell de Montferrand, en memòria de la legió romana que hi havia tingut el quarter general en èpoques passades. En l'actualitat és una vila, ar-Rafaniyya, que pertany a la governació d'Hama i encara és la seu d'un bisbat, depenent de l'arquebisbe d'Apamea.

## Història

### Antiguitat
L'historiador Flavi Josep, en el seu llibre sobre La guerra dels Jueus, esmenta Raphanea en relació amb un rierol que només fluïa cada set dies, probablement una deu intermitent que actualment es diu Fuwar ed-Deir. Plini el Vell també cita Raphanea de passada.
Situada a prop d'Homs, a Raphanea estava el quarter general de la Legio RomanaVI Ferrata que l'any 70 fou enviada per substituir a la Legió XII Fulminata. Després de la destrucció de Jerusalem l'any 70 aC, l'emperador Titus hi passà quan anava des de Beirut camí cap al nord, llavors retirà la XII Fulminata i l'envià al país de Melitene, a prop de l'Eufrates, en la frontera d'Armènia i Capadòcia. L'any 106, la VI Ferrata fou enviada al sud de Síria, a Bosra, per substituir la III Gallica, que estava a Raphanea.Aquí seria aclamat emperador Elagàbal l'any 218. A Raphanea s'encunyaren monedes amb l'efígie d'Elagàbal,moltes de les quals encara es conserven.
Hièrocles i Georgius Cyprius esmenten Raphanea en la llista de ciutats de Síria Secunda.
Malgrat la seva posició fronterera, Raphanea fou un centre urbà important i seu bisbal durant la cristianització. El 253, la ciutat fou conquerida pels sassànides i destruïda durant el regnat d'Artaxerxes I.

### Època de les croades
Les tropes de la Primera Croada hi passaren el 5 de gener de l'any 1099, comandades per Ramon IV de Tolosa,quan anaven de camí cap al sud; trobaren que els seus habitants havien fugit i aprofitaren per aprovisionar-se. Balduí I de Jerusalem la inclogué en el Comtat de Trípoli. En els textos d'aquell temps el nom de la ciutat s'escrivia Rafania.
De retorn de la seva campanya, el 1102, Ramon de Tolosa manà construir una fortalesa que anomenà Montferrand. Aquest nom fou escollit en memòria de la legió romana VI Ferrata que havia tingut Raphanea com a fortí. El castell fou important perquè estava situat en la frontera entre el Comtat de Trípoli i els emirats d'Alep i Homs. En el decurs del Regne de Jerusalem canviaria de mans diverses vegades entre els cristians i els musulmans. El 1238 o 1239, l'emir d'Hama, Mudhàffar decidí enderrocar la ciutadella de Rafanea.

## Bisbat de Rafanea
Rafanea és la seu d'una diòcesi in partibus, el titular de la qual és des del novembre del 2002, Armando Bortolaso, anterior vicari apostòlic d'Alep.
Els únics bisbes del passat amb seu a Rafanea de nom conegut són:
- Bassià, present en el concili de Nicea del 325.
- Geronci, present en el de Filipopolis del 344.
- Basili, present en el de Constantinoble del 381.
- Lampadi, present en el de Calcedònia del 451.
- Zoil, vers 518.
- Nonne, vers 536.

Aquesta seu és esmentada en uns textos del segle x anomenats Notitiae episcopatuum d'Antioquia.